# كالثينا
بلدية كالثينا (بالإسبانية: Calcena) هي بلدية تقع في مقاطعة سرقسطة التابعة لمنطقة أراغون شمال شرق إسبانيا.

## الديموغرافيا
بلغ عدد سكان بلدية كالثينا 70 نسمة عام 2011 (وفقاً للمعهد الوطني الإسباني للإحصاء).
| 102 | 93 | 76 | 66 | 54 | 50 | 70 |